# Maison de Joyeuse
La maison de Joyeuse est une ancienne famille noble française, particulièrement influente au XVIe siècle, qui tire son nom de la ville de Joyeuse, dans le Vivarais (Ardèche). Elle est une branche de la famille de Châteauneuf-Randon.
Elle a donné trois maréchaux de France et compte parmi ses membres le célèbre Anne, duc de Joyeuse (1560-1587), qui fut l'un des mignons du roi Henri III.

## Historique

### Légende
Selon la légende, les premiers seigneurs de Joyeuse furent des guerriers des armées de Pépin le Bref ou de son fils Charlemagne. Joyeuse était le nom de l'épée de Charlemagne, mentionnée dans la Chanson de Roland,

### Premiers seigneurs de la maison d'Anduze
En 1230, Bernard VIII d'Anduze, époux de Vierne du Luc, rendit hommage au roi Louis VIII pour 21 localités dont quatre en Vivarais : Joyeuse, Laurac, Largentière et Chassiers.

### Les Châteauneuf-de-Randon
La famille de Joyeuse est une branche, au même titre que la famille d'Apchier, de la famille de Châteauneuf-Randon, originaire du Gévaudan,.
Le fief de Joyeuse, dans le canton de Largentière (Ardèche), serait entré dans cette famille par le mariage de Randon de Châteauneuf avec Vierne d'Anduze, dame de Joyeuse et du Luc. En 1261, cette dernière fait une donation à son fils Dragonet de Châteauneuf, au nom duquel elle assiste ensuite en 1272 au pariage passé entre le roi de France et les co-seigneurs du castrum de Banne.
Leur petit-fils, Bernard de Châteauneuf, baron de Joyeuse (qui testa en 1344), fils de Dragonet et de Béatrix de Roquefeuil, serait le premier à avoir adopté le surnom « de Joyeuse ».
L'abbaye de Mercoire, protégée par les Châteauneuf-Randon, possédait des terres et commerçait avec les communes de Rosières et de Joyeuse où certains lieux-dits portent encore de nos jours le nom de Mercoire.
D'après Pierre-Yves Laffont, « les différentes branches du lignage de Châteauneuf sont donc dans les dernières années du XIIIe siècle, totalement ou partiellement, seigneurs de seize châteaux ou castra en Vivarais méridional : Malarce, Lafigère, Thines, Borne, Loubaresse, Petit Paris, Saint-Laurent-les-Bains, Banne, Grospierres, Labeaume, Joyeuse, Laurac, Montbrison, Montréal, Saint-Remèze, Bidon, auxquels il faut ajouter Pradelles sur le plateau Vivarois. ».
Il semble que la Croisade contre les Albigeois ait favorisé la fortune des Châteauneuf-Randon, en particulier avec le rachat des terres de Bermond d'Anduze, puis par le jeu des alliances.
Le mariage entre Randon de Châteauneuf et Vierne d'Anduze (dame de Joyeuse, de Portes, de Luc) résout les conflits entre Châteauneuf et Anduze qui étaient tous deux coseigneurs de Joyeuse. Anduze reste coseigneur de Largentière avec le comte de Toulouse et les évêques de Viviers et partage avec eux le revenu des mines d'argent : 50 % pour le comte, 1/6 pour l'évêque, 1/3 pour Anduze.

### Ascension de la maison de Joyeuse
D'après l'ouvrage de Pierre de Vaissières, Messieurs de Joyeuse, au XIVe siècle la fortune des Joyeuse s’accroît par le mariage de Louis de Joyeuse avec Tiburge, dame et baronne de Saint Didier, puis du mariage du fils de ceux-ci, Randon, avec Catherine de Chalus. Le 29 octobre 1419, Louis, fils de Randon, épouse Jeanne Louvet, fille de Jean Louvet, président du parlement de Provence.
À la génération suivante, Tanneguy de Joyeuse est sénéchal de Lyon. Son fils Louis de Joyeuse est à l'origine de la branche Joyeuse de Granprè.
Son fils Guillaume épouse Anne de Balsac d'Antraigues et ils ont six enfants. C'est le dernier, Jean, seigneur de Saint-Sauveur, qui poursuit la lignée ; il épouse Françoise de Voisins qui lui apporte d'importants domaines en Languedoc. En 1553, le vicomte de Joyeuse s'intitule « Lieutenant pour le Roi au pays de Languedoc ». La succession pose problème avec la mort de l'aîné des enfants, Jean, tué à la bataille de Thérouanne en 1555. Le second, Guillaume, étant évêque d'Alet sous le nom de Guillaume V, le titre passe au troisième fils, Jean-Paul, baron d'Arques, mais celui-ci décède à son tour et l'évêque d'Alet Guillaume VI (il avait succédé- sans avoir accédé à la prêtrise - à son oncle Guillaume V décédé en 1540), abandonne l'état ecclésiastique et reprend le titre de vicomte de Joyeuse et de lieutenant-général au gouvernement de Languedoc. Il épouse Marie de Batarnay arrière petite-fille de Imbert de Batarnay, mère d'Anne, premier duc de Joyeuse et de ses frères.
Plusieurs d'entre eux furent commendataires de l'Abbaye des Chambons.
De droit, les barons de Joyeuse faisaient partie des représentants du Vivarais aux États de Languedoc.

#### Héritiers directs
L'héritière du duché de Joyeuse fut Henriette Catherine de Joyeuse (1583-1656), née au palais du Louvre le 13 janvier 1585, fille d'Henri de Joyeuse (frère Ange en religion), comte du Bouchage, et de Catherine de la Valette.
Par ses dons, elle fut à l'origine de l'installation d'un collège d'Oratoriens à Joyeuse et de l'érection de Joyeuse en paroisse indépendante de Rosières. Elle fut inhumée à Paris dans l'église du couvent des Capucines, aujourd'hui détruite. Son cercueil fut retrouvé lors du creusement d'égouts en 1864.
Elle se maria deux fois : en 1597, avec Henri de Bourbon, duc de Montpensier, puis en 1611, avec Charles de Lorraine, duc de Guise, auquel elle apporta le duché de Joyeuse. Le titre s'éteint en 1671 avec son arrière petit-fils François Joseph de Guise[réf. nécessaire].

#### Restauration du titre
En 1714, Louis XIV restaure le titre de duché-pairie de Joyeuse en faveur de Louis II de Melun.
Entre 1786 et 1788, Marie Louise de Rohan-Soubise, comtesse de Marsan, vend les terres du duché de Joyeuse. L'acquéreur du château sera le comte Cerice de Vogüé, représentant de la noblesse aux états du Vivarais de 1789 en tant que baron de Vogüé, de Joyeuse, Aubenas et Montlor (Montlaur canton de Coucouron, commune de Mayres).

## Branches
La maison de Joyeuse s'est divisée en plusieurs branches, dont les principales sont :
- La branche aînée, dont sont issus les ducs de Joyeuse.
- La branche cadette, des comtes de Grandpré (issue de Louis de Joyeuse et éteinte à la fin du XVIIe siècle avec la marquise d'Ecquevilly). À cette branche appartenait notamment Jean-Armand de Joyeuse (1631-1710), chef de guerre français, maréchal de France en 1693.

## Filiation

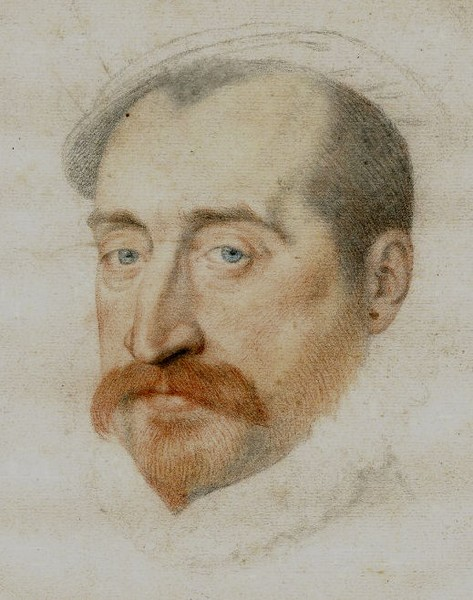
Guillaume de Joyeuse

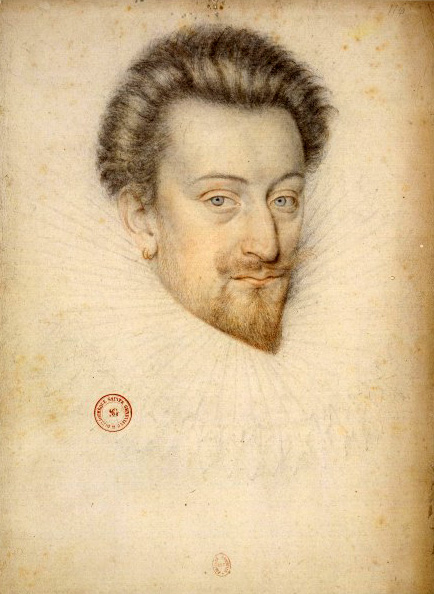
Anne de Joyeuse

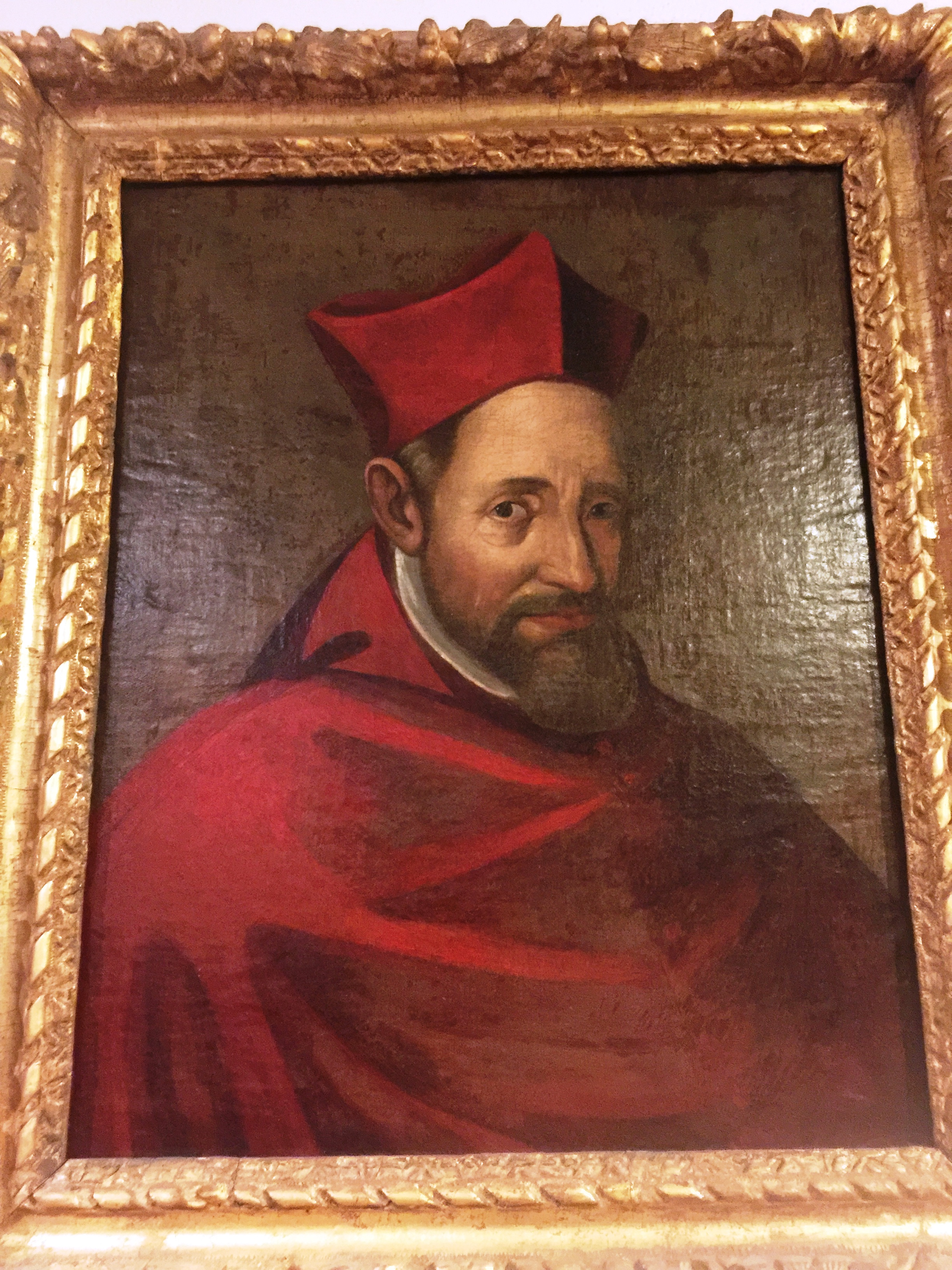
François de Joyeuse

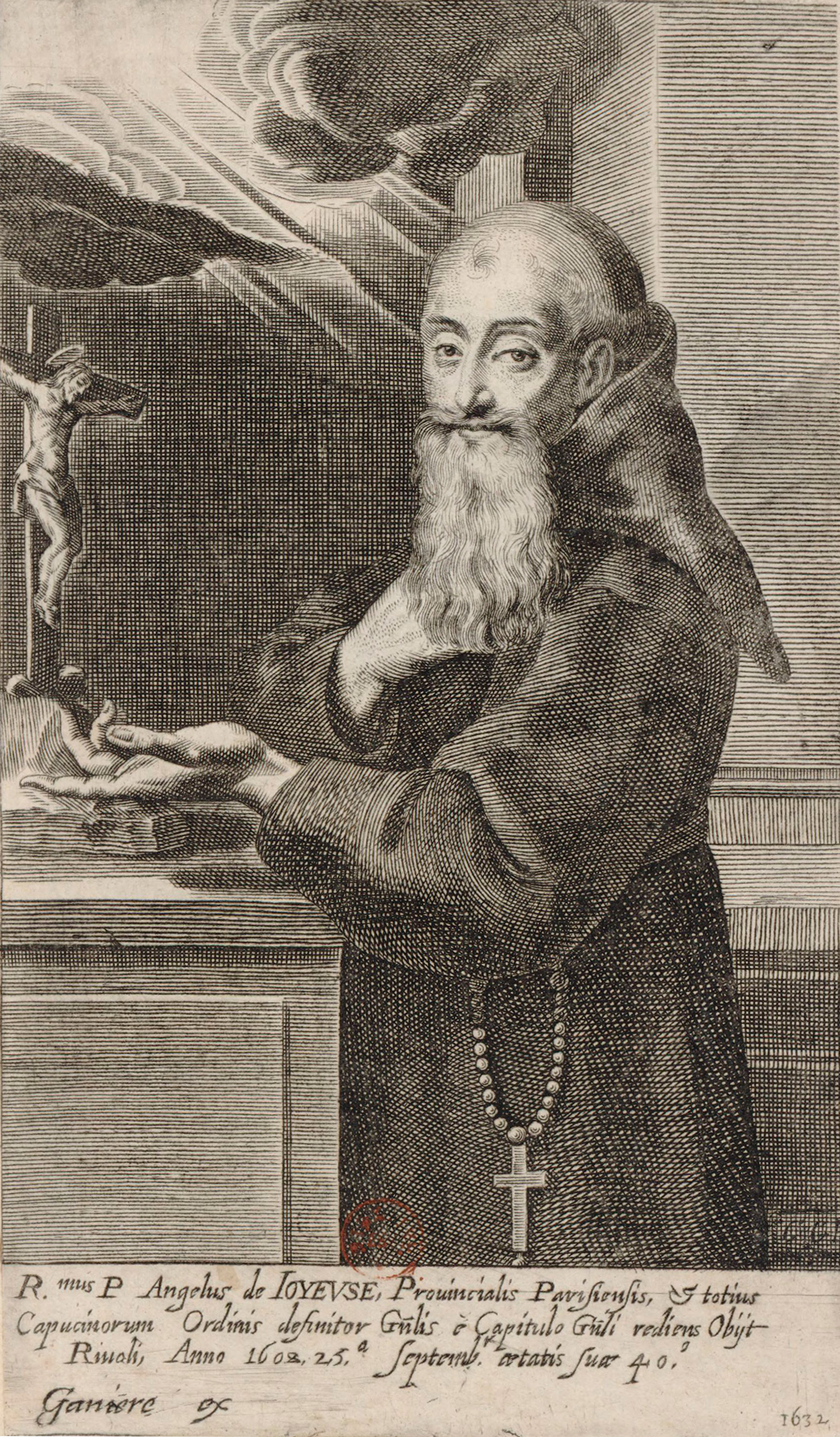
Henri de Joyeuse

Filiation de la maison de Joyeuse d'après le Nobiliaire du Velay et de l'ancien diocèse du Puy :
1. Bernard, baron de Joyeuse (premier porteur du nom), épouse, en 1312, Alexandrine de Peyre.
2. Randon Ier, baron de Joyeuse, leur fils, épouse, en 1345, Flore de Caylus.
3. Louis Ier, baron de Joyeuse, leur fils, épouse, en 1367, Marguerite de Chalencon. Le roi Charles IV le charge de combattre les Tuchins en 1384[22]. Il part ensuite en Terre Sainte[réf. nécessaire]. À son retour, Catherine étant décédée, il épouse, en 1379, Louise de Saint-Didier. Il avait eu de son premier mariage :
4. Randon II[23], baron de Joyeuse et seigneur de Saint Didier, épouse Catherine Aubert de Monteil-Gelat, dite de Chalus, dame de Bouthéon (Forez). Il est gouverneur du Dauphiné (1422-1426)[24].
5. Louis II[23], baron puis vicomte de Joyeuse, épouse le 29 mars 1419, à Bourges, Jeanne Louvet, fille d'honneur de Marie d'Anjou. Louis II se bat contre les Anglais à la Bataille de Cravant où il est fait prisonnier[25] et sera récompensé par 2 000 livres d'argent de rente et l'érection de Joyeuse en vicomté en juillet 1432 par lettres patentes de Charles VII. À cette époque, on trouve aussi Claude de Châteauneuf, sire de Joyeuse (dont la filiation n'est pas connue), signalé comme bailli royal de Villeneuve-de-Berg en 1455[26].
6. Tanneguy de Joyeuse (v. 1420-v. 1486), seigneur de Saint-Didier, sénéchal de France à Lyon, sous Louis XI, bailli de Mâcon. Il épouse, en 1449, Blanche de Tournon et eut[23] : Guillaume (qui suit), Charles (évêque de Saint-Flour), Louis (à l'origine de la branche de Grandpré dans les Ardennes[27]). Tanneguy fut conseiller et chambellan du duc de Bourbon.
7. Guillaume Ier, vicomte de Joyeuse, épouse en 1472 Anne de Balzac. Ils eurent huit enfants[23], dont notamment : Jean (qui suit), Louis, évêque de Saint-Flour, Guillaume V, évêque d'Alet sous le nom de Guillaume V et abbé de Chambon, mort en 1541 Jacques, abbé de Saint-Antoine, mort en 1542.
8. Jean, vicomte de Joyeuse et baron de Saint-Didier, épouse en 1518 Françoise de Voisins, baronne d'Arques. Ils eurent quatre filles (Anne, Paule, Françoise et Catherine) et deux fils : Jean-Paul (mort jeune) et Guillaume (qui suit). Jean devient vicomte de Joyeuse au décès de son neveu Jacques. Il s'installe dans son château de Couiza[28]. Il devient gouverneur de Narbonne, puis lieutenant général au gouvernement du Languedoc.
9. Guillaume II (mort fort âgé en 1592), évêque d'Alet sous le nom de Guillaume VI, de 1541 à 1552, mais n'étant pas entré dans les ordres il devint vicomte de Joyeuse à la suite du décès sans héritier de son frère aîné Jean-Paul. Nommé par Henri II maréchal de France. Chevalier de l'ordre de Saint-Michel et, en 1578, chevalier de l'ordre du Saint-Esprit. Il épouse en 1560 Marie de Batarnay (1539-1595), fille de René de Batarnay comte du Bouchage[15], arrière-petite-fille de Imbert de Batarnay, seigneur du Bouchage, conseiller de Louis XI. Les Joyeuse sont par ce biais cousins de Diane de Poitiers. Décédé en Janvier 1592, probablement à Couiza en son château. Il serait inhumé dans une chapelle de l'église de Joyeuse (Ardèche) ou dans l'église de Saint Jean Baptiste de Couiza.

Le destin des enfants de Guillaume II de Joyeuse et de Marie de Batarnay est intimement lié à la lutte contre la Réforme protestante au cours des guerres de religion. Ils vivent à Paris en face du Louvre, l'Hôtel du Bouchage :
- Anne, duc de Joyeuse (par lettres d'août 1581), né en 1560 à Joyeuse ou à Avignon et mort à la bataille de Coutras, le 20 octobre 1587. Beau-frère du roi par son mariage avec Marguerite de Lorraine, fille de Nicolas de Lorraine et de Jeanne de Savoie, demi sœur de la Reine. Pair de France (par prérogative particulière il venait, avec le duc d'Épernon, immédiatement derrière les princes du sang et avant tout autre noble du royaume) ; chevalier de l'ordre du Saint-Esprit (cinquième promotion de l'ordre, chevaliers reçus le 31 décembre 1582, en l'église des Grands-Augustins de Paris), gouverneur du Mont-Saint-Michel. Il fut un des mignons du roi Henri III. Il est enterré à Montrésor (Indre-et-Loire) dans la collégiale fondée par Imbert de Bartanay.
- Le cardinal François de Joyeuse, duc de Joyeuse, né le 24 juin 1562 à Carcassonne, décédé le 23 août 1615 à Avignon, était un ecclésiastique et homme politique. Archevêque de Narbonne (1582) et de Toulouse puis de Rouen (1604).
- Henri de Joyeuse, comte du Bouchage, duc de Joyeuse, né en 1563, décédé en 1608. Maréchal de France, chevalier de l'ordre du roi, lieutenant-général en Languedoc. Il entra en religion, sous le nom du « père Ange ».
- Antoine Scipion de Joyeuse, né vers 1565 et décédé en 1592, chevalier de Malte de l'ordre de Saint-Jean de Jérusalem, prieur de Toulouse, lieutenant général du Languedoc à la suite de son père, puis duc de Joyeuse de 1590 à 1592.
- Claude de Joyeuse (1569-1587), seigneur de Saint-Sauveur, mort à Coutras avec son frère Anne. Enterré à Montrésor.

## Armes
G. Demay, dans son Inventaire des sceaux de la collection Clairambault, cite huit sceaux appartenant à des membres de la maison de Joyeuse, le plus ancien datant de 1383 (Louis, sire de Joyeuse, chevalier), et le plus récent de 1586 (Claude de Joyeuse, seigneur de Saint-Sauveur).
Les armes représentées sur ces sceaux sont :
- « deux (alias trois) pals, sous un chef chargé de trois hydres (alias trois dragons ailés) ».
- À partir de 1421, elles sont écartelées de l'écu suivant : « un lion à la bordure fleurdelysée » (Randon de Joyeuse, chevalier, gouverneur du Dauphiné).

Dragonet de Châteauneuf, seigneur de Joyeuse (fin du XIIIe siècle), serait le premier à avoir introduit des hydres dorées en chef de ses armes, pour se différencier des autres branches de la famille de Châteauneuf-Randon. Les hydres ou dragons à sept têtes feraient référence à son prénom, Dragonet.
Les armes de Joyeuse, écartelées de Saint-Didier, sont celles qui ont été déclarées dans l'Armorial général de France (1696) par Jules de Joyeuse, chevalier, comte de Grandpré.
| Randon | Randon : d'or à trois pals d'azur, au chef de gueules. |

| Blason créé pour le projet Blason de Wikipédia. | Armes de la famille de Joyeuse depuis 1261 : d'or à trois pals d'azur, au chef de gueules chargé de trois hydres à sept têtes aussi d'or. |

| Blason créé pour le projet Blason de Wikipédia. | Armes de la famille de Joyeuse Saint-Didier depuis la fin du XIVe siècle : écartelé au 1 et 3 pallé d'or et d'azur de 6 pièces, au chef de gueules chargé de trois hydres d'or ; au 2 et 4 d'azur au lion d'argent et à la bordure de gueules chargée de 8 fleurs de lys d'or. |

## Alliances
Les principales alliances de la maison de Joyeuse sont : Peyre, Caylus, Chalencon, Saint-Didier, Tournon, Balzac, Voisins, Batarnay, Bourbon-Montpensier[Lequel ?], Bourbon-Vendôme, et Lorraine-Guise.

## Possessions
- Château des ducs de Joyeuse
- Château de Grandpré
- Château de Joyeuse